# Larry Edwards
Larry Edwards – australijski judoka.
Srebrny medalista mistrzostw Oceanii w 1970. Mistrz Australii w 1970 roku.